# Masters de Canadá 2019
El Masters de Canadá 2019 fue un torneo de tenis que se jugó en pista dura al aire libre. Se trató de la edición 139.ª (para los hombres) y la 128.ª (para las mujeres) del Masters de Canadá, y fue parte de los ATP World Tour Masters 1000 de los Torneos ATP en 2019, y de los WTA Premier 5 en los torneos Torneos WTA en 2019. El torneo femenino se disputó en el estadio Aviva Centre de Toronto, y el masculino en el Uniprix de Montreal, del 5 al 11 de agosto de 2019, el cual pertenece a un conjunto de torneos que formarán parte del US Open Series 2019.

## Puntos y premios

### Distribución de Puntos
| Evento                 | G    | F   | SF  | CF  | Ronda de 16 | Ronda de 32 | Ronda de 64 | Q  | Q2 | Q1 |
| Individuales Masculino | 1000 | 600 | 360 | 180 | 90          | 45          | 10          | 25 | 16 | 0  |
| Dobles Masculino       | 1000 | 600 | 360 | 180 | 90          | 0           | —           | —  | —  | —  |
| Individuales Femenino  | 900  | 585 | 350 | 190 | 105         | 60          | 1           | 30 | 20 | 1  |
| Dobles Femenino        | 900  | 585 | 350 | 190 | 105         | 5           | —           | —  | —  | —  |

### Premios monetarios
| Evento                 | G          | F        | SF       | CF       | Ronda de 16 | Ronda de 32 | Ronda de 64 | Q2     | Q1     |
| Individuales Masculino | $1,049,040 | $531,010 | $272,365 | $140,385 | $70,325     | $36,830     | $20,755     | $7,945 | $3,970 |
| Individuales Femenino  | $521,530   | $253,420 | $126,950 | $60,455  | $29,120     | $14,920     | $8,045      | $3,270 | $1,980 |
| Dobles Masculino       | $311,910   | $152,210 | $76,300  | $38,870  | $20,500     | $10,980     | —           | —      | —      |
| Dobles Femenino        | $148,605   | $75,060  | $37,160  | $18,705  | $9,490      | $4,690      | —           | —      | —      |

## Cabezas de serie

### Individuales masculino
Los cabezas de serie están establecidos al ranking del 29 de julio. 
| N.º | Clasif | Jugador              | Puntos Antes | Puntos que defender | Puntos ganados | Puntos Después | Actuación en el torneo                              |
| --- | ------ | -------------------- | ------------ | ------------------- | -------------- | -------------- | --------------------------------------------------- |
| 1   | 2      | Rafael Nadal         | 7945         | 1000                | 1000           | 7945           | Campeón, venció a Daniil Medvédev [8]               |
| 2   | 4      | Dominic Thiem        | 4755         | 10                  | 180            | 4925           | Cuartos de final, perdió ante Daniil Medvédev [8]   |
| 3   | 7      | Alexander Zverev     | 4005         | 180                 | 180            | 4005           | Cuartos de final, perdió ante Karen Jachanov [6]    |
| 4   | 5      | Stefanos Tsitsipas   | 4045         | 600                 | 10             | 3455           | Segunda ronda, perdió ante Hubert Hurkacz [Alt]     |
| 5   | 6      | Kei Nishikori        | 4040         | 10                  | 10             | 4040           | Segunda ronda, perdió ante Richard Gasquet          |
| 6   | 8      | Karen Jachanov       | 2890         | 360                 | 360            | 2890           | Semifinales, perdió ante Daniil Medvédev [8]        |
| 7   | 11     | Fabio Fognini        | 2420         | 45                  | 180            | 2555           | Cuartos de final, perdió ante Rafael Nadal [1]      |
| 8   | 9      | Daniil Medvédev      | 2745         | 115                 | 600            | 3230           | Final, perdió ante Rafael Nadal [1]                 |
| 9   | 10     | Kevin Anderson       | 2500         | 360                 | 0              | 2140           | Baja por lesión antes de la primera ronda.          |
| 10  | 13     | Roberto Bautista     | 2215         | 0                   | 180            | 2395           | Cuartos de final, perdió ante Gaël Monfils [16]     |
| 11  | 14     | Borna Ćorić          | 2195         | 45                  | 45             | 2195           | Segunda ronda, perdió ante Adrian Mannarino         |
| 12  | 15     | John Isner           | 2085         | 90                  | 45             | 2040           | Segunda ronda, perdió ante Christian Garín          |
| 13  | 16     | Nikoloz Basilashvili | 1975         | 45                  | 90             | 2020           | Tercera ronda, perdió ante Alexander Zverev [3]     |
| 14  | 17     | Marin Čilić          | 2030         | 180                 | 90             | 1940           | Tercera ronda, perdió ante Dominic Thiem [2]        |
| 15  | 18     | David Goffin         | 1815         | 10                  | 10             | 1815           | Primera ronda, perdió ante Guido Pella              |
| 16  | 20     | Gaël Monfils         | 1770         | 0                   | 360            | 2130           | Semifinales, se retiró ante Rafael Nadal [1]        |
| 17  | 19     | Milos Raonic         | 1810         | 45                  | 45             | 1810           | Segunda ronda, se retiró ante Félix Auger-Aliassime |

#### Bajas masculinas
| Clasif | Jugador               | Puntos Antes | Puntos a Defender | Puntos Ganados | Puntos Después | Baja debido a        |
| ------ | --------------------- | ------------ | ----------------- | -------------- | -------------- | -------------------- |
| 1      | Novak Djokovic        | 12415        | 90                | 0              | 12320          | Descanso             |
| 3      | Roger Federer         | 7460         | 0                 | 0              | 7460           | Descanso             |
| 10     | Kevin Anderson        | 2500         | 360               | 0              | 2140           | Lesión en la rodilla |
| 12     | Juan Martín del Potro | 2230         | 0                 | 0              | 2230           | Lesión en la rodilla |

### Dobles masculino
| Tenista                              | Clasif | Preclasificados |
| Juan Sebastián Cabal Robert Farah    | 2      | 1               |
| Łukasz Kubot Marcelo Melo            | 9      | 2               |
| Mate Pavić Bruno Soares              | 25     | 3               |
| Nicolas Mahut Édouard Roger-Vasselin | 27     | 4               |
| Jean-Julien Rojer Horia Tecău        | 28     | 5               |
| Henri Kontinen John Peers            | 29     | 6               |
| Bob Bryan Mike Bryan                 | 34     | 7               |
| Nikola Mektić Franko Škugor          | 37     | 8               |

### Individuales femenino
Las cabezas de serie están establecidos al ranking del 29 de julio. 
| N.º | Clasif | Jugadora             | Puntos Antes | Puntos que defender | Puntos ganados | Puntos Después | Actuación en el torneo                                     |
| --- | ------ | -------------------- | ------------ | ------------------- | -------------- | -------------- | ---------------------------------------------------------- |
| 1   | 1      | Ashleigh Barty       | 6605         | 350                 | 1              | 6256           | Primera ronda, perdió ante Sofia Kenin                     |
| 2   | 2      | Naomi Osaka          | 6228         | 1                   | 190            | 6417           | Cuartos de final, perdió ante Serena Williams [8]          |
| 3   | 3      | Karolína Plíšková    | 6055         | 60                  | 190            | 6185           | Cuartos de final, perdió ante Bianca Andreescu             |
| 4   | 4      | Simona Halep         | 5933         | 900                 | 190            | 5223           | Cuartos de final, se retiró ante Marie Bouzková [Q]        |
| 5   | 5      | Kiki Bertens         | 5130         | 190                 | 105            | 5045           | Tercera ronda, perdió ante Bianca Andreescu                |
| 6   | 6      | Elina Svitolina      | 4737         | 350                 | 190            | 4577           | Cuartos de final, perdió ante Sofia Kenin                  |
| 7   | 7      | Sloane Stephens      | 3773         | 585                 | 1              | 3189           | Segunda ronda, perdió ante Marie Bouzková [Q]              |
| 8   | 8      | Serena Williams      | 3410         | 0                   | 585            | 3995           | Final, perdió ante Bianca Andreescu                        |
| 9   | 10     | Aryna Sabalenka      | 3565         | 105                 | 1              | 3461           | Primera ronda, perdió ante Anastasiya Pavliuchenkova [Alt] |
| 10  | 11     | Anastasija Sevastova | 3356         | 190                 | 1              | 3167           | Primera ronda, perdió ante Shuai Zhang [LL]                |
| 11  | 12     | Belinda Bencic       | 2963         | 0                   | 105            | 3068           | Tercera ronda, perdió ante Elina Svitolina [6]             |
| 12  | 13     | Angelique Kerber     | 2875         | 1                   | 1              | 2875           | Primera ronda, perdió ante Daria Kasátkina                 |
| 13  | 14     | Johanna Konta        | 2745         | 105                 | 1              | 2641           | Primera ronda, perdió ante Dayana Yastremska               |
| 14  | 17     | Madison Keys         | 2556         | 0                   | 1              | 2557           | Primera ronda, perdió ante Donna Vekić                     |
| 15  | 18     | Caroline Wozniacki   | 2478         | 1                   | 60             | 2537           | Segunda ronda, perdió ante Iga Świątek [Q]                 |
| 16  | 19     | Anett Kontaveit      | 2335         | 60                  | 105            | 2380           | Tercera ronda, perdió ante Karolína Plíšková [3]           |

- Ranking del 29 de julio de 2019.[5]

### Dobles femenino
| Tenista                               | Clasif | Preclasificadas |
| Barbora Krejčíková Kateřina Siniaková | 20     | 1               |
| Gabriela Dabrowski Yifan Xu           | 20     | 2               |
| Anna-Lena Grönefeld Demi Schuurs      | 28     | 3               |
| Kirsten Flipkens Su-Wei Hsieh         | 29     | 4               |
| Hao-Ching Chan Yung-Jan Chan          | 30     | 5               |
| Victoria Azarenka Ashleigh Barty      | 35     | 6               |
| Nicole Melichar Květa Peschke         | 37     | 7               |
| Lucie Hradecká Andreja Klepač         | 49     | 8               |

## Campeones

### Individual masculino
Rafael Nadal venció a  Daniil Medvédev por 6-3, 6-0

### Individual femenino
Bianca Andreescu venció a  Serena Williams por 3-1, ret.

### Dobles masculino
Marcel Granollers /  Horacio Zeballos vencieron a  Robin Haase /  Wesley Koolhof por 7-5, 7-5

### Dobles femenino
Barbora Krejčíková /  Kateřina Siniaková vencieron a  Anna-Lena Grönefeld /  Demi Schuurs por 7-5, 6-0